# Litargus vestitus
Litargus vestitus is een keversoort uit de familie boomzwamkevers (Mycetophagidae). De wetenschappelijke naam van de soort werd in 1879 gepubliceerd door David Sharp.